# اوبراد
اوبراد (به آلمانی: Frankfurt-Oberrad) یک منطقهٔ مسکونی در آلمان است که در فرانکفورت واقع شده‌است. اوبراد  ۱۲٬۶۶۲ نفر جمعیت دارد.